# 19395 Barrera
19395 Barrera (1998 EP1) là một tiểu hành tinh vành đai chính được phát hiện ngày 2 tháng 3 năm 1998 bởi Khảo sát tiểu hành tinh OCA-DLR ở Caussols.